# Hrvatski odbojkaški kup Snježane Ušić 2022./23.
Hrvatski odbojkaški kup Snježane Ušić za seniorke za sezonu 2022./23. je osvojila "Mladost" iz Zagreba.

## Rezultati

### Osmina završnice
| rb | datum              | mjesto odigravanja                         | par                                      | rez. | setovi                            | napomene | izvještaj |
| -- | ------------------ | ------------------------------------------ | ---------------------------------------- | ---- | --------------------------------- | -------- | --------- |
| 1. | 16. studenog 2022. | Zaprešić, dvorana OŠ Antun Augustinčić     | Nebo Zaprešić - Mladost Zagreb           | 0:3  | 14:25, 9:25, 14:25                |          |           |
| 2. | 9. studenog 2022.  | Split, SC Poljud                           | Split - Marina Kaštela (Kaštel Gomilica) | 3:0  | 27:25, 25:23, 25:21               |          |           |
| 3. | 9. studenog 2022.  | Split, dvorana OŠ Ravne njive              | Brda Split - Dinamo Zagreb               | 2:3  | 17:25, 25:16, 25:18, 23:25, 13:15 |          |           |
| 4. | 9. studenog 2022.  | Varaždin, GSD Varaždin (Arena Varaždin)    | Kitro Varaždin - Enna Vukovar            | 1:3  | 25:23, 22:25, 13:25, 20:25        |          |           |
| 5. | 16. studenog 2022. | Zadar, ŠD Krešimir Čosić                   | Zadar - Rijeka CO                        | 0:3  | 18:25, 12:25, 10:25               |          |           |
| 6. | 9. studenog 2022.  | Vinkovci, Dvorana Gimnazije M.A. Reljković | Vinkovci - Ribola Kaštela (Kaštel Stari) | 0:3  | 14:25, 17:25, 18:25               |          |           |
| 7. | 9. studenog 2022.  | Rijeka, SD Dinko Lukarić                   | Drenova Rijeka - Kelteks Karlovac        | 0:3  | 11:25, 16:25, 20:25               |          |           |
| 8. | 9. studenog 2022.  | Osijek, NŠD Gradski vrt                    | Osijek - Veli Vrh Pula                   | 3:0  | 26:24, 25:20, 25:19               |          |           |

### Četvrtzavršnica
| rb  | datum              | mjesto odigravanja             | par                                   | rez. | setovi                     | napomene | izvještaj |
| --- | ------------------ | ------------------------------ | ------------------------------------- | ---- | -------------------------- | -------- | --------- |
| 9.  | 24. siječnja 2023. | Rijeka, Dvorana Mladosti Trsat | Rijeka CO - Mladost Zagreb            | 1:3  | 27:25, 22:25, 16:25, 23:25 |          |           |
| 10. | 7. prosinca 2022.  | Kaštel Stari, GD Kaštela       | Ribola Kaštela (Kaštel Stari) - Split | 3:0  | 25:19, 25:18, 27:25        |          |           |
| 11. | 7. prosinca 2022.  | Osijek, NŠD Gradski vrt        | Osijek - Dinamo Zagreb                | 1:3  | 26:24, 6:25, 11:25, 17:25  |          |           |
| 12. | 7. prosinca 2022.  | Karlovac, ŠSD Mladost          | Kelteks Karlovac - Enna Vukovar       | 3:0  | 25:12, 25:23, 25:15        |          |           |

### Poluzavršnica
| rb  | datum            | mjesto odigravanja                  | par                                           | rez. | setovi              | napomene | izvještaj |
| --- | ---------------- | ----------------------------------- | --------------------------------------------- | ---- | ------------------- | -------- | --------- |
| 13. | 8. veljače 2023. | Kaštel Stari, GD Kaštela            | Ribola Kaštela (Kaštel Stari) - Dinamo Zagreb | 0:3  | 12:25, 25:27, 22:25 |          |           |
| 14. | 8. veljače 2023. | Zagreb, Dom odbojke - Bojan Stranić | Mladost Zagreb - Kelteks Karlovac             | 3:0  | 25:17, 25:15, 25:12 |          |           |

### Završnica
| rb  | datum            | mjesto odigravanja                  | klub1          | klub2         | rez. | setovi                     | napomene                 | izvještaj |
| --- | ---------------- | ----------------------------------- | -------------- | ------------- | ---- | -------------------------- | ------------------------ | --------- |
| 15. | 15. ožujka 2023. | Zagreb, Dom odbojke - Bojan Stranić | Mladost Zagreb | Dinamo Zagreb | 3:1  | 25:11, 23:25, 25:18, 25:15 | "Mladost" pobjednik kupa |           |

## Vanjske poveznice
- natjecanja.hos-cvf.hr, Hrvatska odbojkaška natjecanja
- hos-cvf.hr, Hrvatski odbojkaški savez
- (engl.) hos-web.dataproject.com, Croatian Volleyball Federation